# Robert M. T. Hunter
Robert Mercer Taliaferro Hunter (1809. április 21. – 1887. július 18.) virginiai ügyvéd, politikus és ültetvényes gazdálkodó. Az Amerikai Egyesült Államok kongresszusi képviselője 1837-től 1843-ig és 1845-től 1847-ig. 1847-ben az Egyesült Államok szenátorává választották és mandátumáról 1861-ben mondott le, mikor Virginia elszakadt az Uniótól. Az amerikai polgárháború kitörésével Huntert először az Amerikai Konföderációs Államok külügyminiszterévé választották (1861–1862), majd ezután konföderációs szenátor volt a kongresszusban (1862–1865) és Jefferson Davis egyik politikai ellenfele. A háború után Hunter nem tudta újraválasztatni magát a szenátusba, ehelyett Virginia állam számvivőjeként szolgált 1874-től 1880-ig. 1880-ban visszavonult a magánéletbe és farmján gazdálkodott. Mikor Grover Cleveland Demokrata párti politikust elnöknek választották 1884-ben, Hunter lett a vámmegbízottja a tappahannocki kikötőben.

## Ifjúsága és iskolái
Robert a Mount Pleasant ültetvényen született Loretto közelében, a Virginia állambeli Essex megyében. Apja James Hunter (1774–1826), anyja Maria Garnett Hunter (1777–1811) volt. Robert a Virginiai Első Családok klánjába született. Anyai nagyapja Henry Garnett az ország egyik legnagyobb földbirtokával rendelkezett, édesanyjának bátyja, James M. Garnett az Egyesült Államok kongresszusi képviselője lett, (másik bátyja pedig Robert S. Garnett volt). Maria azonban kétéves korában fiatalon meghalt, nem sokkal az után, hogy életet adott William Garnett Hunternek (1811–1829). Ezzel körülbelül egy időben öt évesen meghalt bátyja is, William Hunter, akiről William G. Hunter is a nevét kapta. Robertet először magántanárok oktatták, majd 17 éves korában beiratkozott a University of Virginiára, és édesapja halála után rövidesen megkapta diplomáját. Diákként tagja volt a Jefferson Literary and Debating Societynek (Jefferson Irodalmi és Vitatársaság), majd ezt követően jogot tanult a Winchester Law Schoolon.

## Az ültetvényes
A Hunter család sok korábbi generációja birtokolt rabszolgákat, melyek legtöbbjét az ültetvényeiken dolgoztatták. 1830-ban Robertnek 72 rabszolgája volt (44 férfi és 26 nő), és a házon belül foglalkoztattak még két fő fehér férfit, valószínűleg őt magát és egy munkafelügyelőt. Egy évtizeddel később immár házas emberként Hunter háztáji gazdaságának saját maga is munkaereje volt, két fiatal fehér férfi (valószínűleg egyikük saját legidősebb fia) és öt fehér nő, valamint 83 rabszolga. 1850-ben a népszámlálási adatok szerint Hunternek legalább 100 rabszolgája volt. 1860-ban a szövetségi népszámlálás Essex megyében Hunter szenátor ingatlanvagyonát 80 890 dollár értékre tette, ingóságainak értékét pedig a rabszolgákat is beleértve 92 800 dollárra. A rabszolgák személyi nyilvántartása a hivatalos iratokban majdnem két oldalra rúg és több mint 120 főt listáz.

## Politikai pályafutás az Egyesült Államokban
1830-ban Hunter virginiai ügyvéd lett. 1834-ben megválasztották Essex megye képviseletére a virginia állambeli törvényhozásban, Richard Baylor betöltötte mandátumra. Hunter 1834-ben és 1836-ban is megválasztották, de utóbbi esetben mandátumáról lemondott a szövetségi képviselő-választás megnyerését követően.
1836-ban Hunter bekerült a szövetségi törvényhozásba. Az államok önrendelkezési jogait valló Whig politikus volt. 1838-ban újraválasztották és a képviselőház valaha megválasztott legfiatalabb vezetője lett. 1840-ben újra megnyerte a választást, de nem lett a képviselőház vezetője. 1842-ben veszített a választáson, de 1844-ben visszatért a képviselőházba. Hunter helyeselte Texas annexióját és az oregoni területvitában a kompromisszum elérését. Opponálta azonban a Wilmot Proviso elfogadását, és erőfeszítéseket tett a Alexandria városának Washingtontól való elszakadásáért és visszatéréséhez Virginiához. Az 1842-es választás elvesztésekor Hunter pártot váltott és whigből Demokrata párt tagja lett. 1845-ben ismét letette a hivatali esküt mint kongresszusi képviselő, és támogatta az 1846-os vámtörvények szentesítését.
1846-ban a Virginia állami törvényhozás Huntert az államot képviselő szövetségi szenátorrá választotta. 1847. március 4-én foglalta el hivatalát, melyben 1852-ben és 1858-ban demokratikus választáson megerősítették. Hunter támogatta a rabszolgaság fenntartását és kibővítését. Igennel voksolt a Missouri Kompromisszum vonalának a Csendes-óceánig történő kiterjesztésére, ellenezte a rabszolga-kereskedelem eltörlését a főváros közigazgatási területén, District of Columbiában és a rabszolgatartásba való bármilyen beavatkozást minden államban és az állammá még nem szervezett területeken, illetve támogatta az 1850-es Fugitive Slave Actet (Szökött rabszolgákról szóló törvényi rendelkezés). Hunter szenátor 1852-ben felszólalt Richmond támogatásáról az államok önrendelkezési jogának ügyében, és az 1857–58 kongresszusi ülésen szorgalmazta Kansas rabszolgatartó Lecompton alkotmány mentén való felvételét az Unióba.
A szenátusban 1850-ben Hunter a pénzügyi bizottság elnöke lett. Neki tulajdonítják az ezüst mértékének csökkentését a kis ezüst mértékekkel, ami a 271. számú törvénytervezet után az 1853-as Coinage Act törvényévé vált. Hunter szintén hozzájárult az 1857-es vámtörvény megszövegezéséhez, mely a vámok mértékét csökkentette és a kötvényes áruraktárak rendszerének megalkotásához, amivel a szövetségi bevételek lettek kevesebbek. Emellett szorgalmazta az államigazgatási bürokrácia reformját.
1860 januárjában Hunter felszólalt a rabszolgaság védelmében és annak védelmében, hogy a rabszolga-tulajdonosok szabadon vihessék szolgáikat az állammá még nem szervezett territóriumokra. A Demokrata párt 1860-es jelöltállító konvencióján a Dél-Karolinai Charlestonban Hunter indult a jelöltállítási versenyben, de a virginiai delegátusok kívül kevés támogatást kapott. Az első nyolc szavazáson az első, Stephen A. Douglas mögött messze leszakadó második helyet érte el, a 49 további körben harmadik maradt. Amikor a konvenció átköltözött Baltimore-ba a déli képviselők, köztük Hunter el sem mentek és Douglas megnyerte a párt jelölését.
Hunter nem érezte jogosnak, hogy pusztán Lincoln jelölése miatt Virginia elszakadjon az Egyesült Államoktól. 1861. január 11-én beterjesztett egy részletekbe menő, de kivitelezhetetlen tervet Észak és Dél nézeteltéréseinek megoldására. Amikor ennek és számos más hasonló erőfeszítéseknek nem lett eredménye, Hunter 1861 áprilisában csendben megváltoztatta véleményét és sürgetni kezdte Virginiát az elszakadási határozat meghozására. Emiatt az Egyesült Államok kongresszusa megfosztotta mandátumától. Volt egy olyan elképzelés, amely Huntert tette volna a Konföderációs kormányzat elnökévé és Jefferson Davis szenátortársát a haderő parancsnokává. Virginia elszakadást ellenző területei az unionista érzelmeket tápláló John S. Carlile-t választották meg Hunter utódává az Egyesült Államok szenátusába.

## Az amerikai polgárháború időszaka

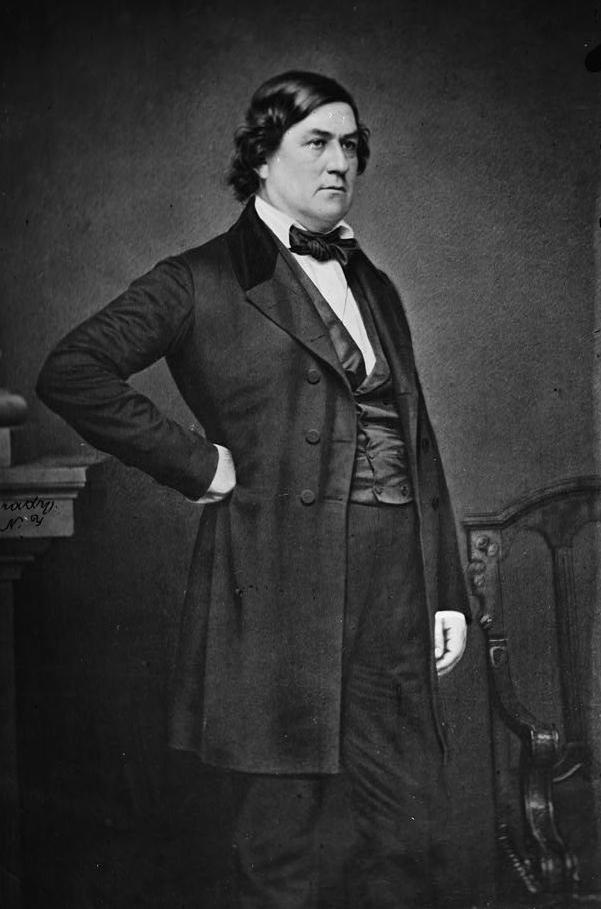
Robert Mercer Taliaferro Hunter

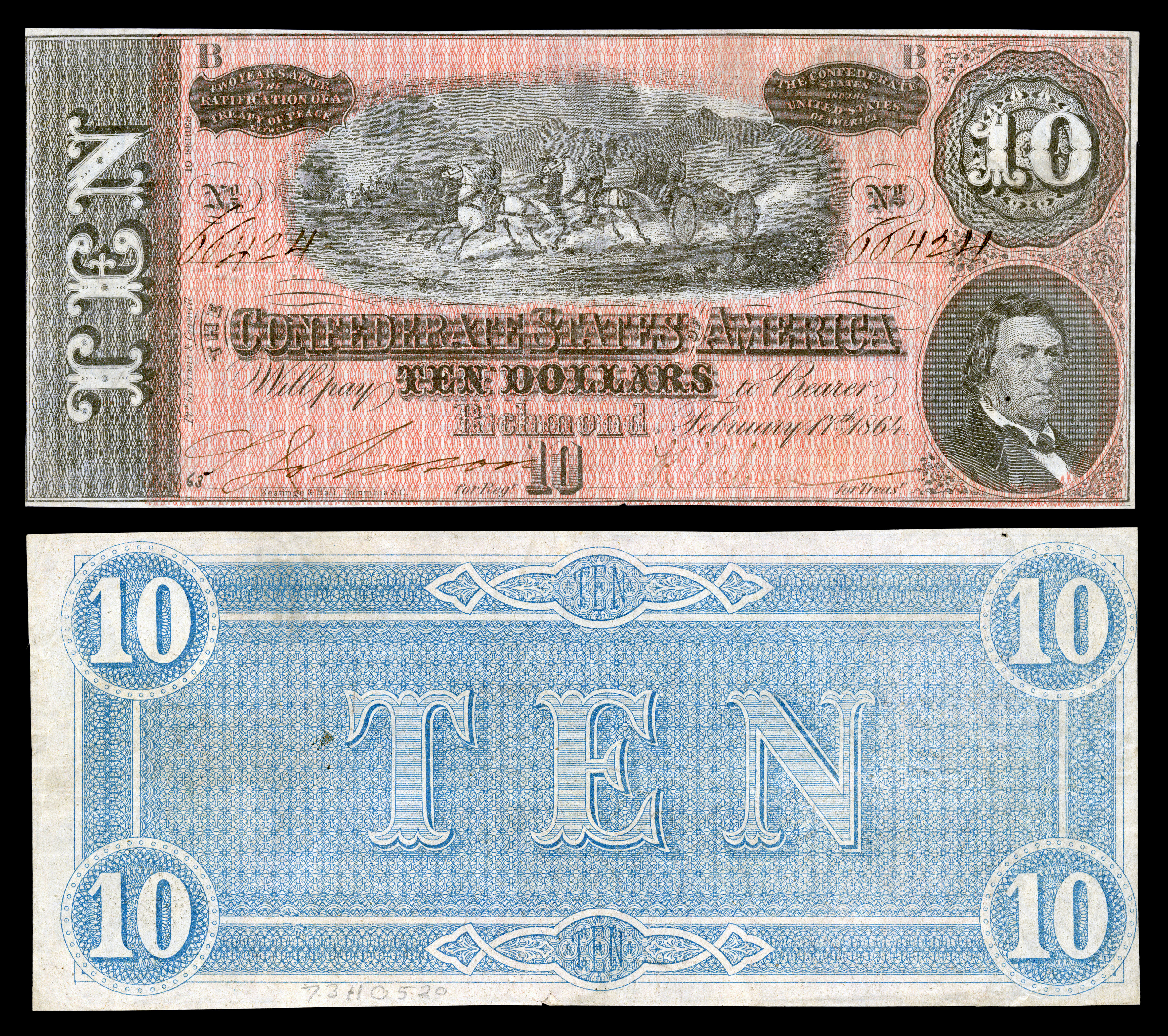
1864-os kibocsátású Konföderciós $10-os bankjegy, rajta R. M. T. Hunter.

1861 júliusában Jefferson Davis konföderációs elnök jelölte Huntert a Konföderáció külügyminiszterének. 1862. február 18-ig töltötte be a pozíciót és a szenátori választáson elért győzelme után lemondott. Hunter a háború teljes folyamán szenátor maradt Richmondban és időnként átmeneti elnökként fungált. Portréja a konföderációs 10 dolláros bankjegyen szerepel.
Konföderációs szenátorként Hunter Davis elnök maró kritikáját adta. A kettőjüket elválasztó szakadék ellenére Davis Huntert jelölte az 1865 februári béketárgyalási küldöttségbe. Hunter találkozott Abraham Lincoln elnökkel és William H. Seward külügyminiszterrel a Hampton Roads-i konferencián. Miután Lincoln megtagadta a Konföderáció függetlenségének elismerését, Hunter szenátor egy richmondi háborús találkozón elnökölt, ahol a résztvevők azt fogadták meg, hogy sosem teszik le a fegyvert, míg a függetlenséget el nem érik. Robert E. Lee appomattoxi fegyverletétele után, Lincoln konzultációra hívta Huntert Virginia államának visszatagolására az Unióba.
Hunter sok Garnett-családhoz tartozó rokonából lett Konföderációs katonatisztek, unokatestvére, Muscoe Garnett bíró pedig az Essex megyei milícia parancsnoka lett. Hunter anyai oldali unokatestvérei a szövetségi hadseregben szolgáló tisztek voltak, akikből később CSA tábornokok lettek. Robert S. Garnett és Richard B. Garnett mindketten elestek a harcokban. Fia, James D. Hunter közlegényként lépett be 9. Virginiai lovasezred F századába, melyet 1861 decemberében szerveztek ezreddé. Garnett hadnagy a tisztek közé emelkedett, és kezdetben a Rappahannock-folyó partvidékét kellett védeniük, illetve Falmouth és Fredericksburg kikötővárosait. James D. Hunter párhónapos szolgálat után 1862 júliusában betegszabadságra utazott, de később visszatért és részt vett Jeb Stuart vezérőrnagy portyáiban Később Lee tábornagy Hétnapos hadjáratában, mely véget vetett a Virginiai-félszigeti hadjáratban megszerzett uniós fennhatóságnak a Virginia-félsziget fölött. Robert legidősebb fia, az ifjabbik Robert M. T. Hunter a háború elején meghalt vírusos megbetegedésben, de Robert D. Hunter fia az Észak-virginiai hadsereg törzskarában szolgált, mint hadmérnök.
A háború vége felé néhány déli szorgalmazta, hogy a rabszolgákat fegyverezzék fel és küldjék a Konföderációs hadseregbe szolgálni. Hunter vehemensen tiltakozott ez ellen és hosszú beszédben támadta. Miután azonban a virginiai törvényhozás ezzel ellentétes határozatot hozott, így tartotta magát annak előírásához és megszavazta, de szóban továbbra is szenvedélyesen ellenezte.

## A háború utáni évek

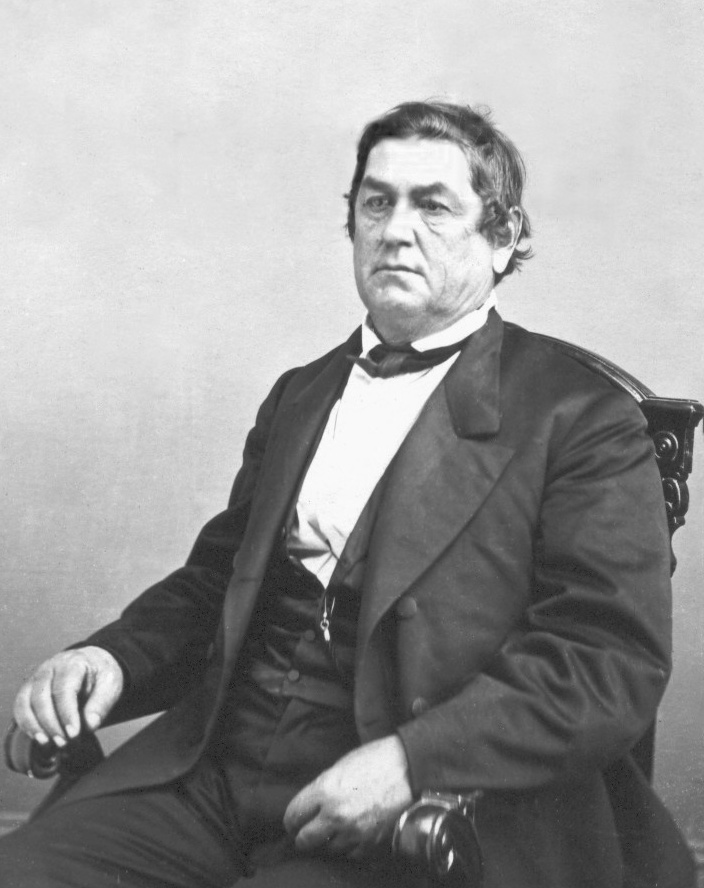
Hunter öregorában.

1867-ben Andrew Johnson elnök amnesztiát adott Hunter konföderációt támogató tevékenységéért. 1874-ben ismét megkísérelt demokratikus választást nyerni az Egyesült Államok szenátori székéért, hogy az unionista John F. Lewis utódaként bekerülhessen a Kongresszusba. Azonban egy konföderációs veterán, Robert E. Withers nyert a Konzervatív párt színeiben. A vereséget követően Hunter elfogadta a virginiai pénzügyminiszter pozícióját, melyet 1874 és 1880 között töltött be mialatt a farmján élt. Hunter kiadta az Origin of the Late War (A háború indítóoka című) könyvét, melyben a polgárháború eredetét feszegette. 1885-től haláláig ő maradt Tappahannock kikötőjének vámszedője.
A virginiai Lloyds közelében halt meg 1887-ben és a Garnett család kriptájában nyugszik Lorettóban, Essex megyében.

## Családi élete
1836. október 4-én feleségül vette Mary Evelina Dandridge-et. A menyegzőt Jefferson megyében tartották, amely akkor Virginia állam része volt még, később Nyugat-Virginia része lett az amerikai polgárháború folyamán. Négy közös fiuk született, Robert Mercer Taliaferro Hunter Jr. (1839–1861), James Dandridge Hunter (1844–1892), Philip Stephen Hunter (1848–1919) és Muscoe Russell Garnett Hunter (1850–1865). Négy lányuk is született, Martha Taliaferro Hunter (1841–1909), Sarah Stephena Hunter (1846–1865), Annie Buchanan Hunter (1852–1853) and Mary Evelina Hunter (1854–1881), mind művelt hölgy volt és nem házasodott meg. 1860-ban és a később folytatott népszámlálások alkalmával Robert M. T. Hunter vénkisasszony nővérei, Martha Fenton Hunter (1800–1866) és Jane Swann Hunter (1804–1880), valamint féltestvére Sara (Sully) Hunter (1822–1874) úgyszintén a családi ültetvényen élt.

## Emlékezete

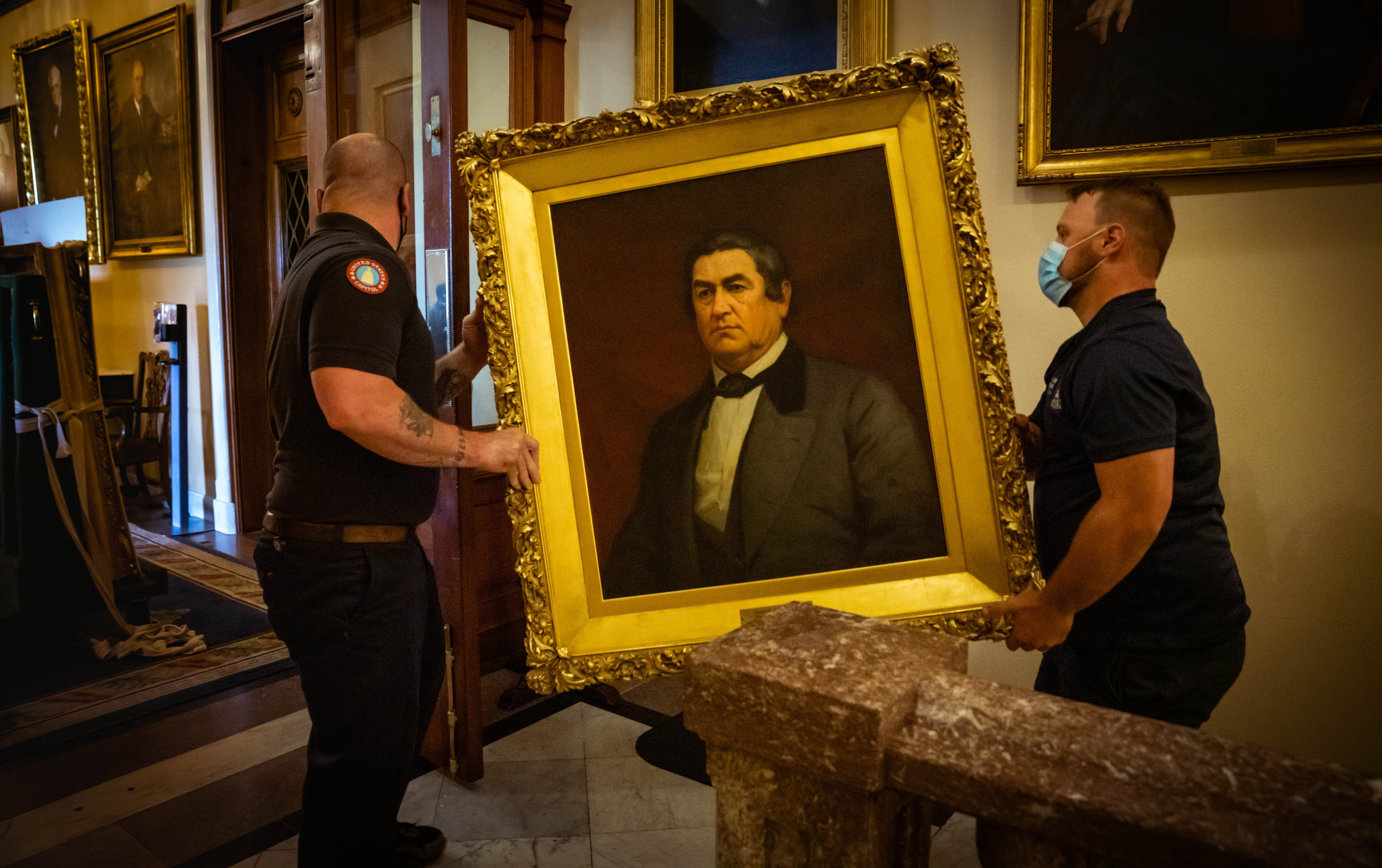
Hunter portréjának eltávolítása a Kongresszus épületéből 2020. július 18-án.

1942-ben az Egyesült Államok vízre bocsátotta az SS Robert M. T. Hunter nevű Liberty shipet. A hajót 1971-ben bontották le ócskavasnak.
Hunter korábban a Képviselőház korábbi elnöke volt és portréját a Capitoliumban kiállítva őrizték. A portrét a Képviselőház termében levő házelnökök szalonjából Nancy Pelosi utasítására 2020. június 20-án elmozdították.

## Fordítás
Ez a szócikk részben vagy egészben  a   Robert M. T. Hunter című angol Wikipédia-szócikk ezen változatának fordításán alapul.  Az eredeti cikk szerkesztőit annak laptörténete sorolja fel. Ez a jelzés csupán a megfogalmazás eredetét és a szerzői jogokat jelzi, nem szolgál a cikkben szereplő információk forrásmegjelöléseként.